# Букет (блины)
Букет (валлон. boûkète, фр. bouquette) — разновидность бельгийских блинов, приготовленных из гречневой муки, жаренных на сале и часто украшенных изюмом. Букет можно есть горячими или холодными, украсив их местным коричневым сахаром, известным как cassonade, или льежским сиропом.

## Этимология и история
Название происходит от голландского слова boekweit («гречиха») и засвидетельствовано в этом значении в начале XVII века, прежде чем оно использовалось для обозначения самого блина: использование для крепов (французских блинов) впервые зарегистрированно в 1743 году. Первоначальное название блина в Валлонии — это «vôte», происходит от популярного латинского слова volvita («раскатывание»). Но теперь для описания этого конкретного типа блинов используется слово букет.
Букет были впервые завезены в город Льеж в XVIII веке двором епископов из графства Лоон и района вокруг Тонгерена во Фландрии. К концу XIX века блины стали фирменным блюдом Льежа.
Букет традиционно запивают глинтвейном во время рождественского сезона, а также едят запивая фруктовым бренди пеке во время фестиваля «Свободная республика Аутре-Мез» (Free Republic of Outre-Meuse), который ежегодно проводится в Льеже 15 августа.